# Julia Sanina
Julia Sanina (ukrainien : Ю́лія Са́ніна), née Julia Olexandrivna Holovan (ukrainien : Ю́лія Олекса́ндрівна Голова́нь) est une auteure-compositrice-interprète ukrainienne, née le 11 octobre 1990 à Kiev. Elle est la chanteuse du groupe ukrainien The Hardkiss (en).

## Biographie
Julia Sanina est née dans une famille de musiciens. Pendant son enfance, elle chante seule et pour différents groupes de musique. Elle participe également à des radio-crochets pour enfants.
Au mois du septembre 2011, à l'âge de vingt et un ans, Julia rencontre le producteur Valery Bebko, avec lequel elle crée le duo « Val et Sania ». Ils changent quelques semaines plus tard le nom du groupe et deviennent « The Hardkiss ». De 2011 à 2016, avec les musiciens du groupe, Julia et Valery créent de nombreuses chansons à succès et quelques projets vidéos comme Babylon, Make-Up, Part Of Me, Shadows Of Time, Stones, Strange Moves, Rain, ou encore Organ. En mars 2013, le groupe The Hardkiss remporte des prix YUNA (uk) dans les catégories « Découverte de l'année » et « Meilleur clip de l'année » (pour la vidéo de Make-Up). Le groupe obtient à nouveau deux prix YUNA en 2015, celui du meilleur album (pour l'album Stones and Honey) et celui de la meilleure chanson (single Stones).
Le 26 janvier 2016, les participants du groupe annoncent qu’ils vont prendre part à la sélection nationale de l'Ukraine pour participer à l'Eurovision 2016 avec la chanson Helpless. Le jury classe le groupe à la première place, mais le public les classe deuxièmes. C'est finalement Jamala qui remporte la finale de la sélection, et qui représentera l'Ukraine en Suède pour la 61e édition du Concours Eurovision de la chanson. Le groupe aura finalement terminé deuxième de cette sélection.  
En 2016, la chanteuse fait partie du jury de la septième saison du télé-crochet ukrainien X-Factor (en) sur la chaîne de télévision STB. 
En décembre 2022, elle rejoint le jury de Vidbir 2023, la sélection nationale ukrainienne pour le Concours Eurovision de la chanson 2023, avec le chanteur Taras Topolya et la chanteuse Jamala.
Le 22 février 2023, il est annoncé que Julia fait partie des quatre animateurs de l'Eurovision 2023, qui se déroule à Liverpool au Royaume-Uni, aux côtés de Graham Norton, Hannah Waddingham et Alesha Dixon.

### Style
Julia Sanina prête beaucoup d’attention à sa tenue. Des stylistes comme Slava Tschaika et Vitaly Datsjuk dessinent les tenues des membres de The Hardkiss. Julie adore les œuvres des designers Alexander McQueen, Vivienne Westwood et Gareth Pugh. Dans la vie quotidienne, la chanteuse aime porter des tenues des marques Diesel, H&M et Topshop.

### Formation
Julia Sanina obtient en 2013 un master de lettres à l'Université nationale Taras-Chevtchenko de Kiev.

### Vie privée
Julia est mariée avec Valery "Val" Bebko, le guitariste, producteur et metteur en scène de The Hardkiss. Le 21 novembre 2015, Julia et Valery donnent naissance à leur fils, Danil.

## Discographie
- 2019 − Vilna (Вільна) (avec Tina Karol)